# Шнейдо, Альфред
Альфред Джон Шнейдо (фр. Alfred John Schneidau; 5 февраля 1867, Камден-Таун, Большой Лондон — 24 января 1940, Лондон) — французский крикетист, серебряный призёр летних Олимпийских игр 1900.

## Биография
Некоторое время играл в футбол, был вратарём «Фулхэма».
На Играх участвовал в единственном крикетном матче Франции против Великобритании, который его команда проиграла, и Шнейдо получил серебряную медаль. За игру он получил 9 очков.